# Белый, Василий Фёдорович
Васи́лий Фёдорович Бе́лый (19 (31) января 1854, Екатеринодар — 7 (20) января 1913, Царское Село) — генерал от артиллерии (1911) русской императорской армии, командующий крепостной артиллерией в осаждённом Порт-Артуре в 1904 году.

## Биография
Кубанский казак, православного вероисповедания. Родился в Екатеринодаре в семье сотника Черноморского казачьего войска Фёдора Белого, служившего в 1870-х годах в Управлении межевой частью Кубанской области старшим помощником землемера и переименованного в июне 1875 года в губернские секретари.
Общее образование получил в казачьем Полтавском войсковом пансионе.
26 июня 1869 года вступил в службу и был зачислен в 3-й Кубанский конный полк, с прикомандированием к штабу Кубанского казачьего войска. Через полгода был произве́ден, за отличие по службе, в урядники.
20 мая 1870 года направлен на учёбу в Ставрополь, в открывшееся там казачье урядничье училище (торжественное открытие училища состоялось 15.12.1870, а в ноябре 1871 года училище было переименовано из урядничьего в юнкерское и стало именоваться Ставропольское казачье юнкерское училище).
28 октября 1871 года был удостоен звания старшего урядника (числился в составе 5-й Кубанской казачьей артиллерийской батареи). По завершении учёбы в училищном классе казачьих артиллерийских юнкеров, 15 сентября 1873 года, по экзамену, был произве́ден в офицерский чин хорунжего и назначен на службу в 5-ю Кубанскую казачью артиллерийскую батарею. Впоследствии служил во 2-й, в 4-й, Кубанских казачьих артиллерийских батареях.
Участник Русско-турецкой войны 1877—1878 годов. Был в составе войск действующего Кавказского корпуса, перешедших границу с Турцией в первый день войны в районе крепости Александрополь. В ночь с 18 на 19 мая 1877 года отличился у селения Бегли-Ахмет, за что был произве́ден в сотники. За отличие 6 августа на Аладжинских высотах был награждён орденом Святой Анны 4-й степени с надписью «За храбрость». 14 октября назначен и.д. старшего адъютанта 3-й Сводной кавалерийской дивизии. За отличие в ночь с 5 на 6 ноября при штурме крепости Карс был награждён орденом Святого Станислава 3-й степени с мечами и бантом. 10 ноября 1877 года назначен и.д. адъютанта 2-й бригады Кавказской казачьей дивизии. За отличие зимой 1877—1878 при блокаде города Эрзурум произве́ден в есаулы.
31 марта 1879 года назначен обер-офицером для поручений, а с 14 апреля 1881 года — казначеем Управления Карсской крепостной артиллерии. В последующие годы занимал разные должности в управлениях Александропольской и Карсской крепостной артиллерии. 28 апреля 1883 года был переименован в капитаны. С 24 июня 1886 года — командир роты Карсской крепостной артиллерии (командовал ротой крепостной артиллерии 4 года и 8 месяцев). 6 мая 1884 года был награждён орденом Святой Анны 3-й степени, а 30 августа 1890 года — орденом Святого Станислава 2-й степени. 1 октября 1890 года избран членом суда офицерского собрания.
С 16 января по 15 сентября 1891 года проходил обучение в Офицерской артиллерийской школе в Санкт-Петербурге.
30 декабря 1891 года переве́ден в Варшавскую крепостную артиллерию и 6 марта 1892 года назначен командиром батальона (командовал батальоном крепостной артиллерии 6 месяцев).
В сентябре 1892 года переве́ден в Севастопольскую крепостную артиллерию и 30 октября того же года назначен заведующим практическими занятиями Севастопольской крепостной артиллерии, — занимался вопросами её боевой подготовки. 6 декабря того же года произве́ден в подполковники (старшинство в чине подполковника — с 30.10.1892).
2 сентября 1893 года был избран председателем офицерского суда. 25 марта 1894 года награждён орденом Святой Анны 2-й степени. С 24 по 31 июля 1894 года в крепости Очаков принимал участие в испытании новых методов мортирной стрельбы. С 11 по 26 сентября того же года в Одессе участвовал в работе Комиссии по выработке положения о приведении береговых батарей в готовность к обороне. С 23 апреля 1895 года — врид командующего Севастопольской крепостной артиллерией, затем врид начальника штаба Севастопольской крепости. Одновременно участвовал в работе Комиссии по обороне крепости Севастополь.
С 7 сентября 1895 года по 8 июня 1896 года, при лаборатории Санкт-Петербургского орудийного завода, прошёл курс учебных занятий по электротехнике для офицеров-артиллеристов.
14 мая 1896 года, за отличие по службе, произве́ден в полковники. Участвовал в обследовании работы артиллерии в районе Севастопольской крепости и присутствовал в крепости Очаков на испытаниях шкворневых приборов и вертикально-базных дальномеров. С 14 февраля по 22 марта 1898 года, на Балтийском побережье, исследовал устройство приборов капитана де Шарьера для сосредоточения стрельбы орудий. 22 сентября 1898 года удостоен ордена Святого Владимира 4-й степени с бантом за 25-летнюю беспорочную службу в офицерских чинах, а 15 апреля 1900 года — 3-й степени того же ордена. Был удостоен также дворянского звания с правом передачи его потомству. С 29 июля по 4 августа 1900 года, в крепости Очаков, присутствовал при отработке стрельбы группой орудий.
В августе 1900 года полковник Белый был переведен в Порт-Артур и назначен командиром Квантунской крепостной артиллерии.
С 6 февраля по 10 июня 1901 года был в ознакомительной поездке по подчинённым ему отрядам, с посещением Пекина и Тяньцзина. 9 января 1902 года награждён светло-бронзовой медалью «За поход в Китай 1900—1901 гг.» 15 ноября 1902 года назначен членом Квантунского военно-областного совета. 14 января 1903 года назначен членом Комиссии по обороне Квантунской области.
25 октября 1903 года, за отличие по службе, произве́ден в генерал-майоры.

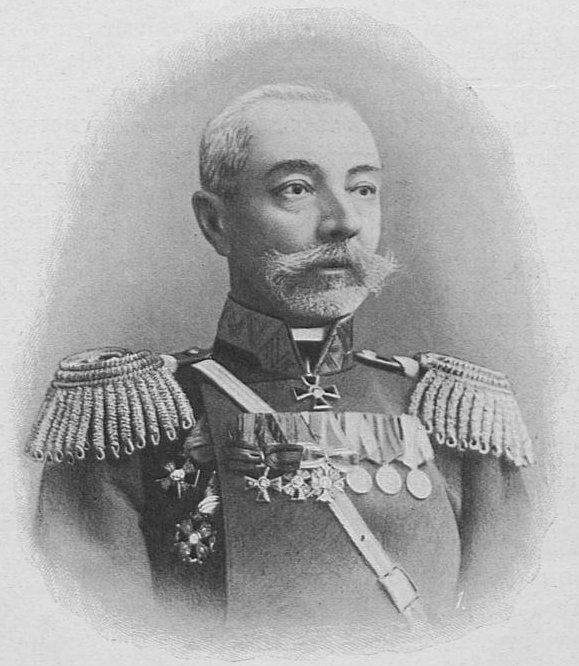
Генерал В. Ф. Белый (1903 год)

В ходе русско-японской войны вместе с семьей находился в осаждённом Порт-Артуре. На посту командующего крепостной артиллерией разработал новые правила сигнализации и дозорной службы. Впервые в русской армии применил стрельбу с закрытых позиций. Успешно организовал взаимодействие артиллерии и флота; под его руководством были оборудованы укрепленные пункты Ляотешань и Высокая гора. 1 августа 1904 года был награждён орденом Святого Станислава 1-й степени с мечами, а 24 октября 1904 года — орденами Святого Владимира 2-й степени с мечами и Святой Анны 1-й степени с мечами «…в воздаяние отличного мужества и храбрости, оказанные в делах против японцев в период бомбардировок и блокады Порт-Артура». Резко выступал против сдачи крепости японцам, заявив на военном совете, что снарядов у артиллерии хватит на отбитие ещё двух японских штурмов, впоследствии подтвердив заявление документами в суде.
После капитуляции крепости Порт-Артур добровольно отправился в плен с нижними чинами в Японию, где и находился с 20 декабря 1904 года по 10 ноября 1905 года.
4 января 1905 года, за отличие в делах против японцев, был награждён Золотым оружием с надписью «За храбрость». 22 марта 1905 года награждён орденом Святого Георгия 4-й степени.
Вернулся из японского плена во Владивосток 20 ноября 1905 года эшелоном на пароходе «Тамбов» (время пребывания в плену было засчитано за действительную службу). По возвращении из плена назначен председателем комиссии по приему пленных, возвращавшихся с Японии.
27 февраля 1906 года назначен и. д. начальника артиллерии Владивостокской крепости, 17 июня того же года утверждён в должности. Был командирован в Санкт-Петербург для дачи свидетельских показаний по делу отставного генерал-лейтенанта Стесселя о сдаче крепости Порт-Артур.
6 декабря 1908 года произве́ден в генерал-лейтенанты.
Тяжело заболел, в результате болезни потерял ногу.
25 апреля 1911 года, Высочайшим Приказом, начальник артиллерии Владивостокской крепости генерал-лейтенант Белый был произве́ден в генералы от артиллерии с увольнением, за болезнью, от службы, с мундиром и пенсией.
Василий Фёдорович Белый умер 7 января 1913 года в Царском Селе и был похоронен на Казанском кладбище.

## Награды
Чины:
- Сотник (ВП от 11.12.1877, старшинство с 18.05.1877), — …за отличия в делах против турок
- Есаул (1879, старшинство с 17.10.1877), — …за боевые отличия
- Полковник (ВП от 14.05.1896), — …за отличие по службе
- Генерал-майор (ВП от 25.10.1903, старшинство с 11.07.1904), — …за отличие по службе
- Генерал-лейтенант (ВП от 06.12.1908), — …за отличие по службе
- Генерал от артиллерии (ВП от 25.04.1911)

Ордена:
- Орден Святой Анны 4-й степени с надписью «За храбрость» (1877)
- Орден Святого Станислава 3-й степени с мечами и бантом (1878)
- Орден Святой Анны 3-й степени (2-е Дополнение к ВП от 06.05.1884)
- Орден Святого Станислава 2-й степени (ВП от 30.08.1890)
- Орден Святой Анны 2-й степени (ВП от 25.03.1894)
- Орден Святого Владимира 4-й степени с бантом (22.09.1898[12]), —  …за 25-летнюю в офицерских чинах беспорочную службу
- Орден Святого Владимира 3-й степени (ВП от 15.04.1900)
- Орден Святого Станислава 1-й степени с мечами (ВП от 04.08.1904)
- Орден Святого Владимира 2-й степени с мечами (ВП от 24.10.1904)
- Орден Святой Анны 1-й степени с мечами (ВП от 24.10.1904)
- Орден Святого Георгия 4-й степени (ВП от 22.03.1905), — …за отличия в делах против японцев, при отбитии штурмов Порт-Артура в октябре месяце и с 7-го по 19-е ноября 1904 года.

Оружие:
- Золотое оружие с надписью «За храбрость» (ВП от 04.01.1905), —  …за отличия в делах против японцев

Медали:
- Серебряная «В память русско-турецкой войны 1877—1878» (1878)
- Серебряная «В память царствования императора Александра III» (1896)
- Светло-бронзовая «За поход в Китай» (1901; 09.01.1902)
- Серебряная «В память русско-японской войны» (1906)

## Семья
Василий Фёдорович Белый был женат, имел 7 детей, в том числе сыновей, офицеров Русской императорской армии: Ивана (1875—1905), Леонида (1878— не ранее 1918), Вячеслава (1884—1970), Олега (1890—1919), и двух дочерей — Раису и Лидию. Дочь Раиса Васильевна была замужем за Александром Стесселем, сыном генерал-адъютанта А. М. Стесселя.

## Память
- Генерал Василий Фёдорович Белый — прототип генерала Белого, одного из персонажей романа А. Н. Степанова «Порт-Артур», а его дочь Лидия — прототип Вари Белой, персонажа того же романа.